# 加藤公彦
加藤 公彦（かとう きみひこ、1929年 - 1987年）は日本の推理作家。東京都生まれ。

## 来歴
1946年、北海道八雲高等学校卒業。1977年、探偵小説専門誌『幻影城』の第2回幻影城新人賞小説部門で「殺人・弥三郎節」が佳作となり掲載された（入選作なし、加藤以外の佳作は霜月信二郎、辻蟻郎）。受賞時は青森市在住。
幻影城新人賞の受賞者を中心に結成された「影の会」のメンバー。『幻影城』に掲載された作品は1編のみだが、のちに単行本を2冊刊行している。

## 作品リスト
幻影城
- 殺人・弥三郎節 （No.27、1977年2月号） - 第2回幻影城新人賞 佳作

単行本
- 殺人・津軽艶笑譚 （1983年7月、大観堂出版部）
- 新選組殺人事件 （1990年4月、新人物往来社）ISBN 978-4404017109